# غونفاير (مشروب)
غونفاير (أو غون فاير) هو مشروب كحولي بريطاني يحتوي على الكافيين، وهو عبارة عن كوكتيل مصنوع من الشاي الأسود والروم. يعود أصله إلى الجيش البريطاني ويُستخدم أيضًا اسمًا للشاي في الصباح الباكر في الجيش.

## التاريخ

### الجيش البريطاني
من غير المعروف متى اخترع غونفاير، ولكن من المعروف أنه خلطه جنود الجيش البريطاني خلال تسعينيات القرن التاسع عشر. يُقدم الضباط وضباط الصفغونفاير للرتب الأدنى قبل الهجوم الصباحي واحتفالًا قبل عرض التخرج [الإنجليزية]. كما يُقدمه الضباط تقليديًا لجنودهم في أسرتهم في يوم عيد الميلاد عند استيقاظ إذا نُشروا خلال عيد الميلاد. يجوز لأفواج فردية تنفيذ الطقوس في أيام أخرى: على سبيل المثال، في فوج الدبابات الملكي [الإنجليزية] يُقدم غونفاير في يوم كامبريه؛ في فوج فرسان الملكة الملكية [الإنجليزية] في يوم بالاكلافا ويوم القديس باتريك؛ وفي حرس الفرسان الملكي [الإنجليزية] يُقدم غونفاير مع الويسكي في يوم القديس باتريك.
أثناء الحرب الكورية ، يُقدم جنود بريطانيون غونفاير لأفراد من فيلق الشرطة العسكرية [الإنجليزية] الأمريكية بحجة أنه شاي عادي بعد مهمة استرداد. وقد أدى هذا إلى تسمم الجنود الذين قادوا بعد ذلك مركبة إصلاح مدرعة وبعض سيارات الجيب العسكرية [الإنجليزية] إلى بوابة المخيم نتيجة لذلك.

### الجيشان الأسترالي والنيوزيلندي
في أستراليا ونيوزيلندا في يوم أنزاك، تُقدم نسخة من غونفاير مع القهوة السوداء بدلاً من الشاي للجنود قبل خدمات الفجر جزءً من «إفطار غونفاير».

### المدنيون
كما يُصنع ويُشرب خارج الدوائر العسكرية. يُقدم ضباط الصف غونفاير للمشاركين في برنامج الواقع البريطاني، جيش الفتيان الأشرار [الإنجليزية]، قبل عرض تخرجهم، وهو ما يعكس نفس الإجراء في الجيش البريطاني.
كما يشرب المدنيون الأستراليون أيضًا غونفاير في ذكرى يوم أنزاك.
جاجرتي [الإنجليزية] هو مشروب مماثل، وخاصة في العالم الناطق باللغة الألمانية.

## وصفة
يتكون مشروب غونفاير من كوب واحد من الشاي الأسود مع جرعة واحدة من الروم، ثم يُرج في كأس.

## الملاحظات
1. ↑  كشكل من أشكال الشجاعة الهولندية [الإنجليزية]
2. ↑  هو يوم وطني في أستراليا ونيوزيلندا يُحيي ذكرى جميع الأستراليين والنيوزيلنديين الذين خدموا وماتوا في جميع الحروب والعمليات العسكرية. يُعتبر هذا اليوم رمزًا للتضحية والشجاعة والروح الوطنية.
3. ↑  يُعتقد أن استخدام القهوة يُساعد على تنبيه الجنود في الصباح الباكر.